# Championnat d'Estonie de football 2017
Navigation
Meistriliiga 2016 Meistriliiga 2018
| \| Tallinn : Flora Tallinn Levadia Tallinn Nõmme Kalju Infonet Tallinn Tallinn Paide Kalev Tartu Narva Pärnu Tulevik \| Localisation des clubs engagés dans le championnat. |
| Tallinn : Flora Tallinn Levadia Tallinn Nõmme Kalju Infonet Tallinn Tallinn Paide Kalev Tartu Narva Pärnu Tulevik                                                           |

La saison 2017 du Championnat d'Estonie de football est la 27e de l'élite du football estonien. Les dix meilleurs clubs du pays sont regroupés au sein d'une poule unique où ils s'affrontent quatre fois, deux fois à domicile et deux fois à l'extérieur. En fin de saison, le dernier du classement est relégué et remplacé par le champion de deuxième division, tandis que le 9e affronte le vice-champion de D2 en barrage de promotion-relégation.
Le FC Infonet Tallinn remet son titre en jeu face aux favoris habituels du championnat : le Flora Tallinn et le Levadia Tallinn.

## Qualifications européennes
Le championnat délivre trois places pour les compétitions continentales : le champion d'Estonie se qualifie pour le premier tour préliminaire de la Ligue des champions de l'UEFA 2018-2019 tandis que les deuxième et troisième du classement obtiennent leur billet pour le premier tour (par la voie de la ligue) de la Ligue Europa 2018-2019. La troisième place en Ligue Europa est réservée au vainqueur de la Coupe d'Estonie, ou au 4e du classement final, si le vainqueur de la Coupe a terminé le championnat parmi les trois premiers.

## Participants
| Club                | Dernière montée | Classement 2016 | Entraîneur           | Depuis | Stade                  | Capacité théorique |
| ------------------- | --------------- | --------------- | -------------------- | ------ | ---------------------- | ------------------ |
| Infonet Tallinn     | 2013            | 1er             | Dmitri Skiperski     | 2017   | Sportland Arena        | 540                |
| Levadia Tallinn     | 1999            | 2e              | Igor Prins           | 2017   | Stade Kadriorg         | 5 000              |
| Nõmme Kalju         | 2008            | 3e              | Sergueï Frantsev     | 2016   | Stade Hiiu             | 300                |
| Flora Tallinn       | 1992            | 4e              | Arno Pijpers         | 2013   | A. Le Coq Arena        | 9 692              |
| Sillamäe Kalev      | 2008            | 5e              | Denis Ugarov         | 2015   | Stade Kalevi           | 800                |
| Paide Linnameeskond | 2009            | 6e              | Vjatšeslav Zahovaiko | 2016   | Stade Paide            | 268                |
| Tammeka Tartu       | 2005            | 7e              | Kaido Koppel         | 2016   | Stade Tamme            | 1 750              |
| Narva Trans         | 1992            | 8e              | Adyam Kuzyaev        | 2015   | Stade Kreenholmi       | 1 065              |
| Vaprus Pärnu        | 2015            | 9e              | Marko Lelov          | 2015   | Stade Pärnu            | 1 500              |
| Tulevik Viljandi    | 2017            | 1er (Esiliiga)  | Aivar Lillever       | 2013   | Viljandi linnastaadion | 1 000              |

Légende des couleurs
- Premier tour de qualification de la Ligue des champions 2017-2018
- Premier tour de qualification de la Ligue Europa 2017-2018
- Promu d'Esiliiga 2016

## Compétition
Le classement est calculé avec le barème de points suivant : une victoire vaut trois points, le match nul un. La défaite ne rapporte aucun point.
Critères de départage :
1. Le moins de matchs annulés ou reportés ;
2. Le nombre général de victoires ;
3. Faces-à-faces ;
4. Différence de buts dans les faces-à-faces ;
5. Meilleure différence de buts générale ;
6. Nombre général de buts marqués

| Rang | Équipe              | Pts | J  | G  | N  | P  | Bp  | Bc  | Diff |
| ---- | ------------------- | --- | -- | -- | -- | -- | --- | --- | ---- |
| 1    | Flora Tallinn       | 90  | 36 | 28 | 6  | 2  | 100 | 28  | +72  |
| 2    | Levadia Tallinn     | 84  | 36 | 25 | 9  | 2  | 106 | 20  | +86  |
| 3    | Nõmme Kalju         | 78  | 36 | 24 | 6  | 6  | 101 | 32  | +69  |
| 4    | Tallinn Infonet T   | 65  | 36 | 20 | 5  | 11 | 103 | 47  | +56  |
| 5    | Narva Trans         | 45  | 36 | 13 | 6  | 17 | 46  | 63  | -17  |
| 6    | Paide Linnameeskond | 38  | 36 | 10 | 8  | 18 | 47  | 88  | -41  |
| 7    | Tammeka Tartu       | 37  | 36 | 9  | 10 | 17 | 40  | 63  | -23  |
| 8    | Sillamäe Kalev      | 36  | 36 | 10 | 6  | 20 | 52  | 76  | -24  |
| 9    | Tulevik Viljandi P  | 28  | 36 | 8  | 4  | 24 | 34  | 95  | -61  |
| 10   | Vaprus Pärnu        | 8   | 36 | 2  | 2  | 32 | 29  | 146 | -117 |

|  | Qualification pour le 1er tour de qualification de la Ligue des champions de l'UEFA 2018-2019 |
|  | Qualification pour le 1er tour de qualification de la Ligue Europa 2018-2019                  |
|  | Repêché                                                                                       |
|  | Rétrogradation                                                                                |
|  | T : Tenant du titre P : Promu de D2                                                           |

1. ↑  Le Tallinn Infonet fusionne avec le Levadia Tallinn et disparaît à l'issue de la saison[2].
2. ↑  Le Sillamäe Kalev se voit retirer sa licence professionnelle du fait de ses troubles financiers et est rétrogradé à l'issue de la saison[3].
3. 1 2  La rétrogradation du Sillamäe Kalev et la disparition du Tallinn Infonet entraînent l'annulation du barrage de promotion-relégation ainsi que le maintien du Pärnu Linnameeskond malgré sa dernière place au classement.

### Matchs
| Résultats (▼dom., ►ext.) | FLO  | INF | NÕM | LEV | PAI | PÄR  | SIL | TAM | TUL | NAR | FLO | INF | NÕM | LEV | PAI | PÄR | SIL | TAM | TUL | NAR |
| Flora Tallinn            |      | 3-0 | 2-0 | 1-1 | 3-0 | 2-0  | 2-0 | 4-0 | 7-0 | 4-2 |     | 2-4 | 0-4 | 3-3 | 3-0 | 3-0 | 3-2 | 2-0 | 3-2 | 1-0 |
| Tallinn Infonet          | 0-1  |     | 2-2 | 0-1 | 6-1 | 11-1 | 2-2 | 2-1 | 5-0 | 4-1 | 1-3 |     | 1-2 | 2-1 | 6-1 | 7-1 | 3-0 | 1-1 | 7-0 | 1-3 |
| Nõmme Kalju              | 1-1  | 3-2 |     | 1-2 | 1-0 | 3-0  | 2-1 | 5-1 | 8-0 | 2-0 | 0-1 | 2-4 |     | 1-1 | 2-2 | 6-0 | 8-0 | 1-0 | 5-1 | 8-1 |
| Levadia Tallinn          | 0-0  | 1-0 | 1-1 |     | 7-0 | 8-0  | 5-0 | 2-1 | 5-0 | 3-1 | 0-0 | 3-2 | 2-0 |     | 8-0 | 3-0 | 5-0 | 3-1 | 6-0 | 2-0 |
| Paide Linnameeskond      | 1-3  | 1-1 | 0-1 | 2-5 |     | 3-2  | 2-1 | 1-1 | 1-2 | 1-5 | 1-2 | 1-3 | 0-4 | 0-4 |     | 3-2 | 0-3 | 1-1 | 4-2 | 3-1 |
| Vaprus Pärnu             | 0-10 | 0-6 | 2-6 | 1-2 | 0-4 |      | 1-3 | 1-1 | 2-0 | 0-2 | 1-8 | 1-4 | 1-6 | 0-4 | 1-1 |     | 2-7 | 0-3 | 2-3 | 0-1 |
| Sillamäe Kalev           | 0-3  | 1-4 | 1-2 | 1-1 | 2-0 | 1-3  |     | 2-0 | 1-0 | 1-1 | 1-2 | 1-0 | 0-0 | 0-9 | 1-3 | 9-0 |     | 1-2 | 0-1 | 3-1 |
| Tammeka Tartu            | 0-2  | 2-0 | 1-3 | 0-2 | 0-0 | 2-1  | 1-1 |     | 2-1 | 1-1 | 2-3 | 1-4 | 0-3 | 1-4 | 1-1 | 2-1 | 3-1 |     | 1-1 | 0-2 |
| Tulevik Viljandi         | 0-2  | 0-2 | 0-2 | 0-2 | 2-3 | 2-1  | 1-0 | 1-3 |     | 1-2 | 2-2 | 1-1 | 1-3 | 1-0 | 1-4 | 4-1 | 0-3 | 1-1 |     | 0-1 |
| Narva Trans              | 0-2  | 1-2 | 1-0 | 0-0 | 1-1 | 3-0  | 3-1 | 1-2 | 2-1 |     | 0-7 | 1-3 | 0-3 | 0-0 | 0-1 | 3-1 | 1-1 | 3-1 | 1-2 |     |

## Bilan de la saison
| Championnat d'Estonie de football 2017  |                                 |
| Champion                                | Flora Tallinn (11e titre)       |
| Qualifications continentales            |                                 |
| Ligue des champions de l'UEFA 2018-2019 | Flora Tallinn                   |
| Ligue Europa 2018-2019                  | Levadia Tallinn                 |
| Ligue Europa 2018-2019                  | Nõmme Kalju                     |
| Ligue Europa 2018-2019                  | Narva Trans                     |
| Promotions et relégations               |                                 |
| Promus en Meistriliiga                  | FC Kuressaare JK Tallinna Kalev |
| Relégués en Esiliiga                    | Sillamäe Kalev Tallinn Infonet  |